# Triteleiopsis
Genre
Triteleiopsis est un genre de plantes de la famille des Asparagacées.

## Liste d'espèces
Selon ITIS :
- Triteleiopsis palmeri (S. Wats.) Hoover